# Filipijnse gierzwaluw
De Filipijnse gierzwaluw (Mearnsia picina) is een gierzwaluw die alleen voorkomt in de Filipijnen.

## Algemeen
De Filipijnse gierzwaluw is een zwaluw van gemiddelde grootte, met een lange puntige staart en lange vleugels. De mannetjes en vrouwtjes lijken sterk op elkaar. De Filipijnse gierzwaluw is grotendeels zwart met een metallic blauwe gloed. De keel is wit, net als een deel van de onderzijde van beide vleugels, dicht bij de stuit. Deze laatste witte plekken zijn plekken in de vorm van vleugels. De snavel is zwart, de ogen zijn donderkbruin en de poten zijn groenachtig blauw.
Deze soort wordt inclusief staart 21,5 centimeter en heeft een vleugellengte van 20 centimeter.

## Ondersoorten en verspreiding
Er zijn geen verschillende ondersoorten van de Filipijnse gierzwaluw bekend. De soort komt voor op de eilanden: Biliran, Cebu, Leyte, Mindanao, Negros, Samar, Sanga Sanga en Tawi-Tawi.

## Leefgebied
De Filipijnse gierzwaluw leeft meestal in kleine groepjes en is te vinden boven de bossen en open stukken in de bossen, gewoonlijk beneden de 1000 meter boven zeeniveau.

## Voortplanting
Er is niets bekend over de voortplanting van deze soort in het wild.